# Église Saint-Pierre-Saint-Paul de Griselles
L'église Saint-Pierre-Saint-Paul est une église catholique située à Griselles en Côte-d'Or dont la construction remonte au XIIIe siècle.

## Localisation
L’église Saint-Pierre-Saint-Paul est située sur un coteau à l'écart du village de Griselles.

## Histoire
Au début du VIe siècle, saint Valentin fonde un ermitage avec un petit oratoire à l'emplacement de l'église actuelle. Après la mort du saint ermite celui-ci est transformé en une importante basilique par les évêques de Langres.  On a retrouvé dans son entourage les vestiges d’une nécropole mérovingienne. En 1017, une abbaye dédiée à saint Valentin y est créée à l'initiative de Lambert de Bassigny, évêque de Langres avant d'être rattachée à l'abbaye Saint-Germain d'Auxerre en 1119. 
L’édifice actuel, construit à la fin du XIIIe siècle a été restauré à la fin du XIXe siècle par l'architecte Charles Suisse. Un château construit à proximité est démantelé en 1407 sur ordre de Jean sans Peur . Il en subsiste quelques vestiges de murailles à la pointe méridionale transformée en éperon barré par un profond fossé.

## Architecture et description
Construite en moellons calcaires, pierre de taille avec enduit partiel, l’église est de plan allongé à nef unique en berceau et chevet à fond plat. Le toit à longs pans est couvert de tuiles plates et d’ardoises. Le clocher carré à flèche polygonale est implanté juste en avant du chœur.

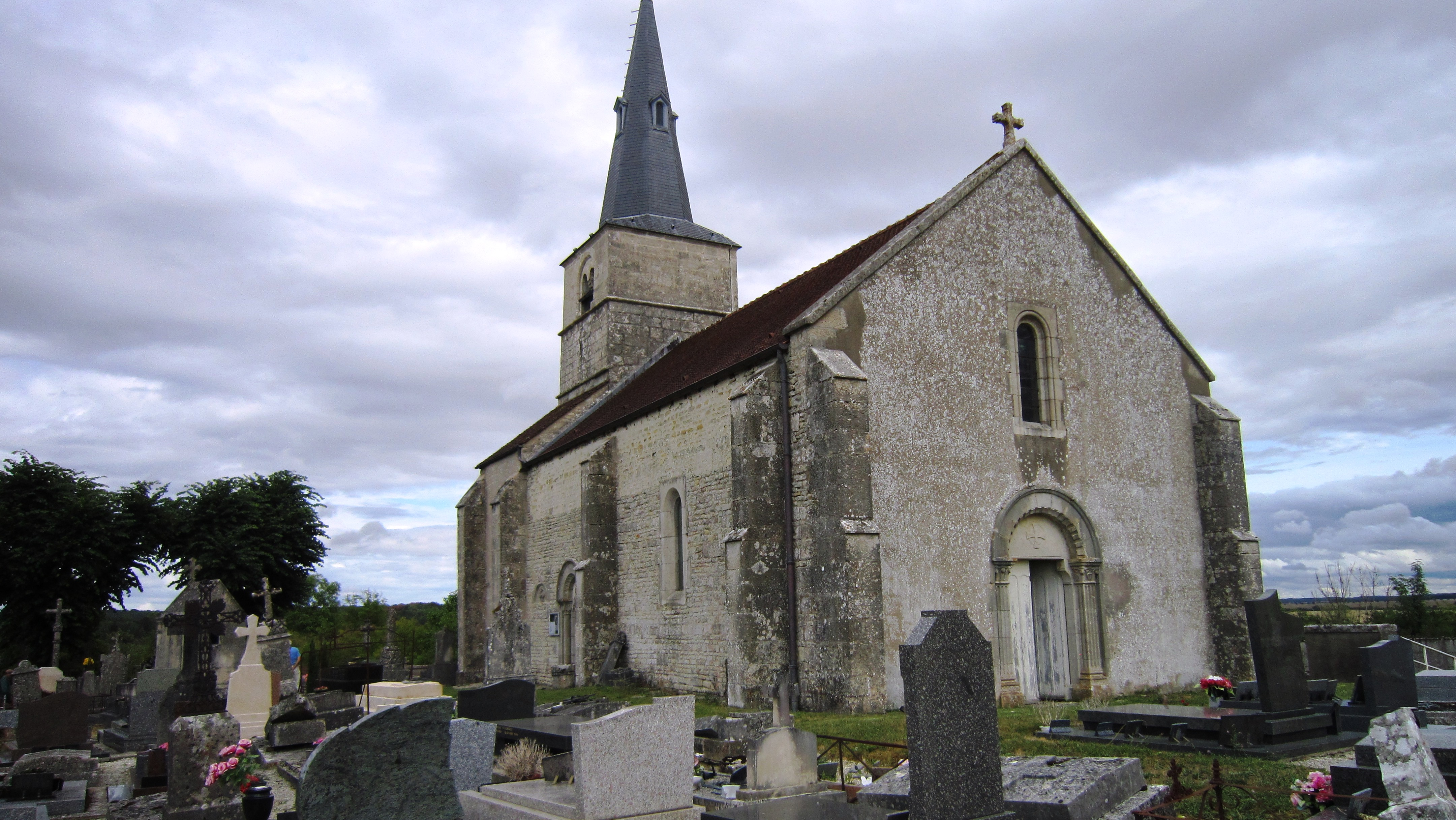
Pignon ouest et côté nord
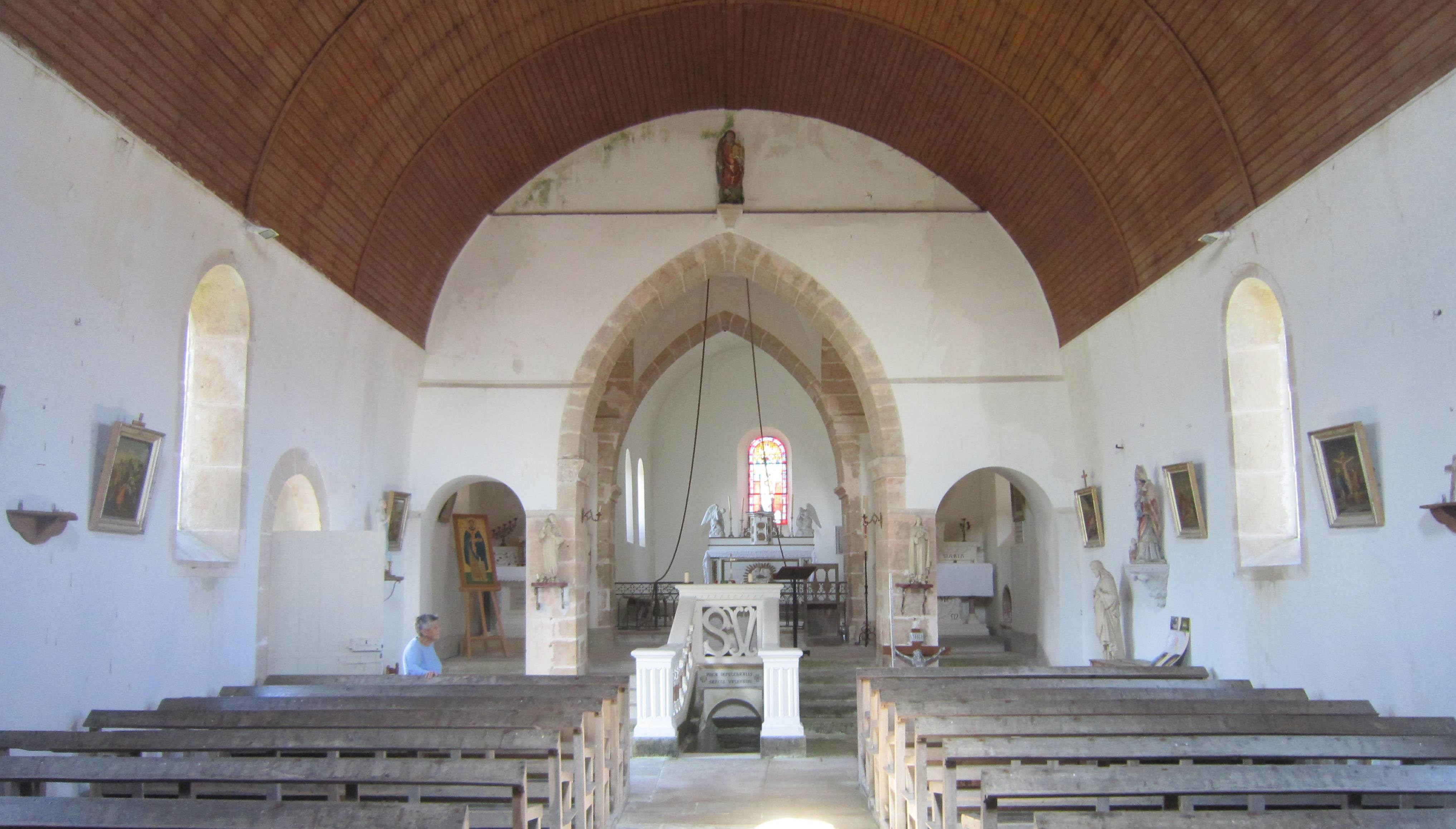
Au centre, l'accès à la crypte
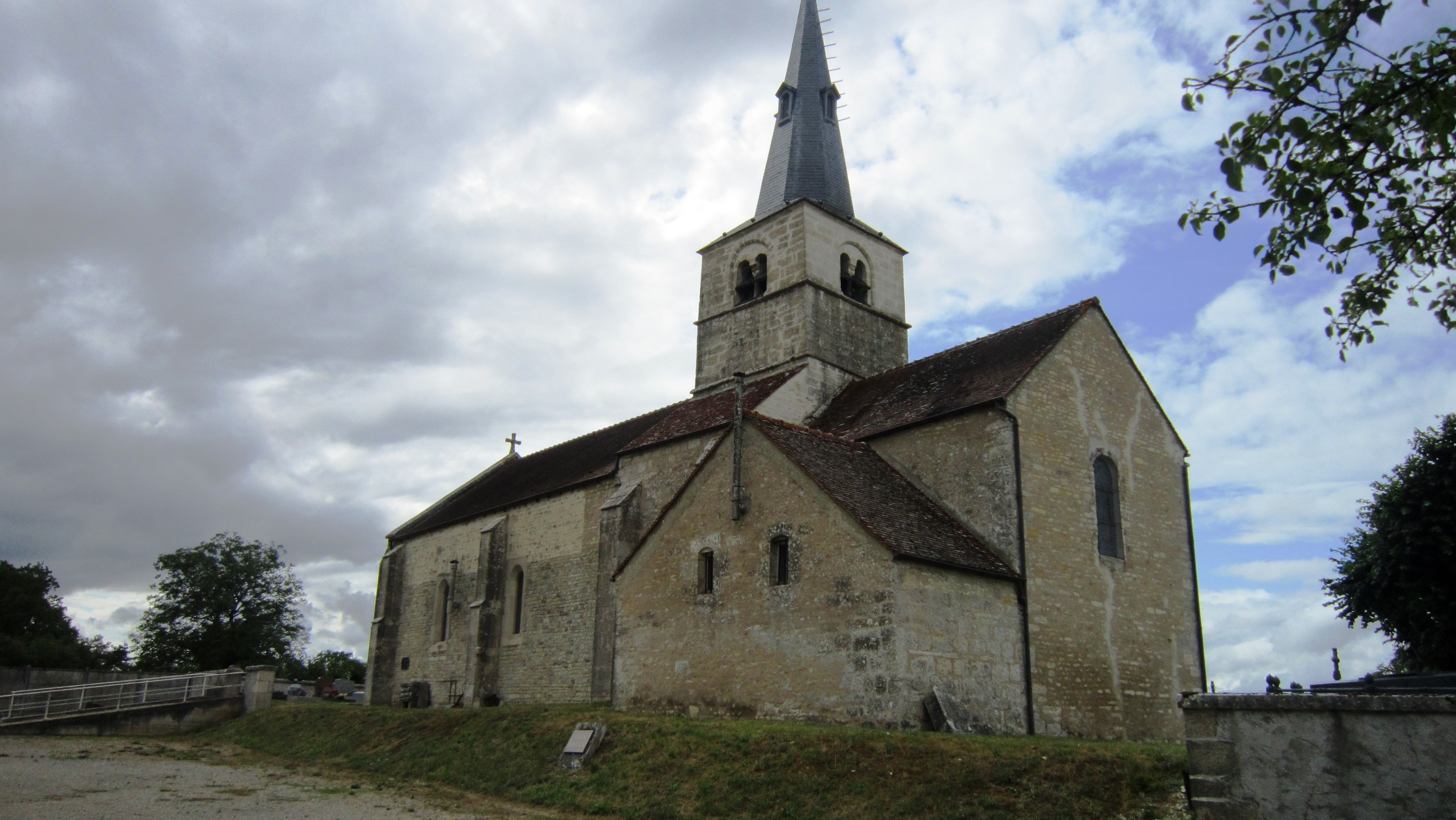
Pignon est et côté sud

À l’intérieur de l’église une crypte abrite le tombeau de saint Valentin de Griselles.

## Mobilier
Outre le sarcophage de saint Valentin situé dans la crypte, l’église accueille quelques statues du XVIe siècle.

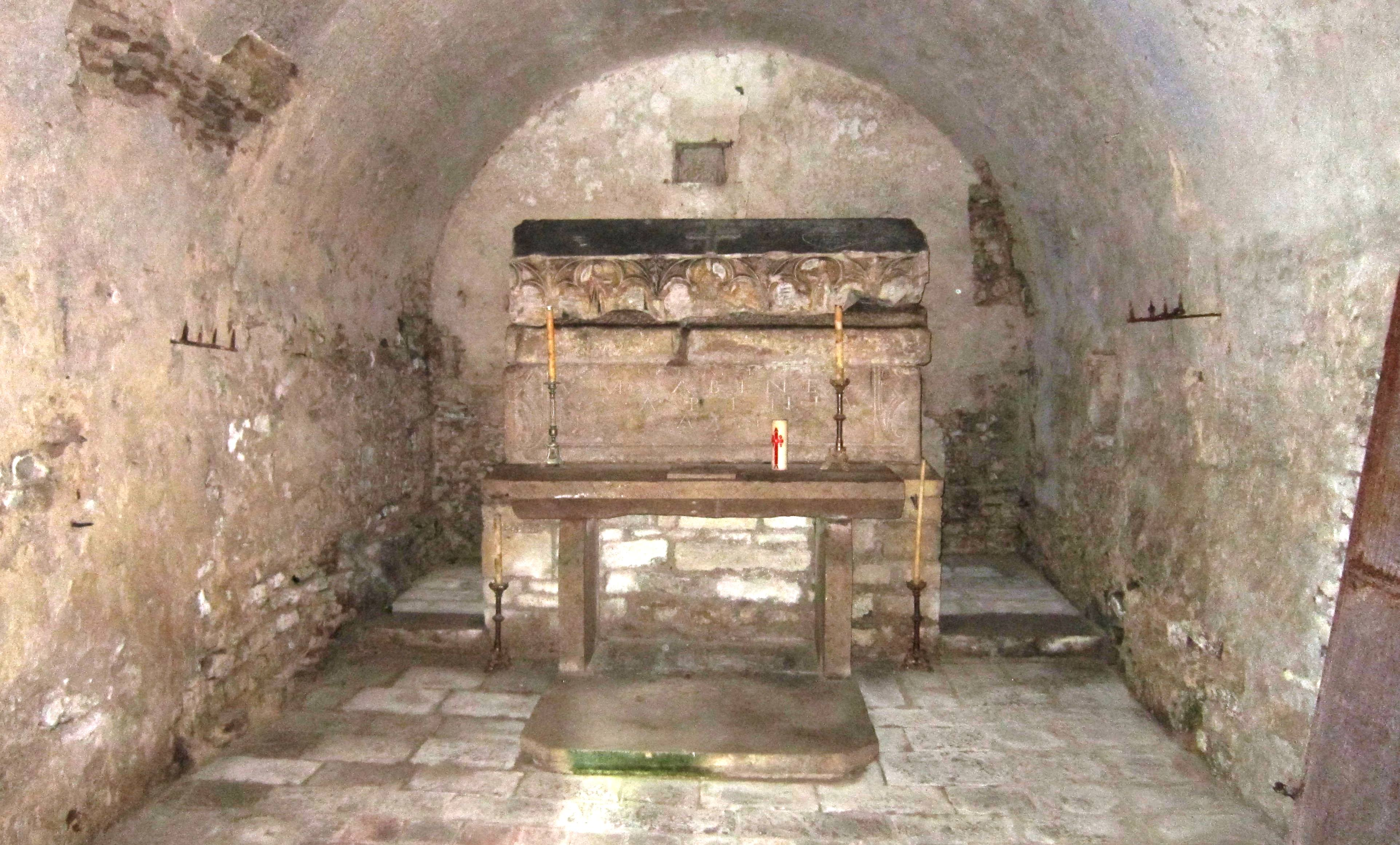
La crypte et le tombeau
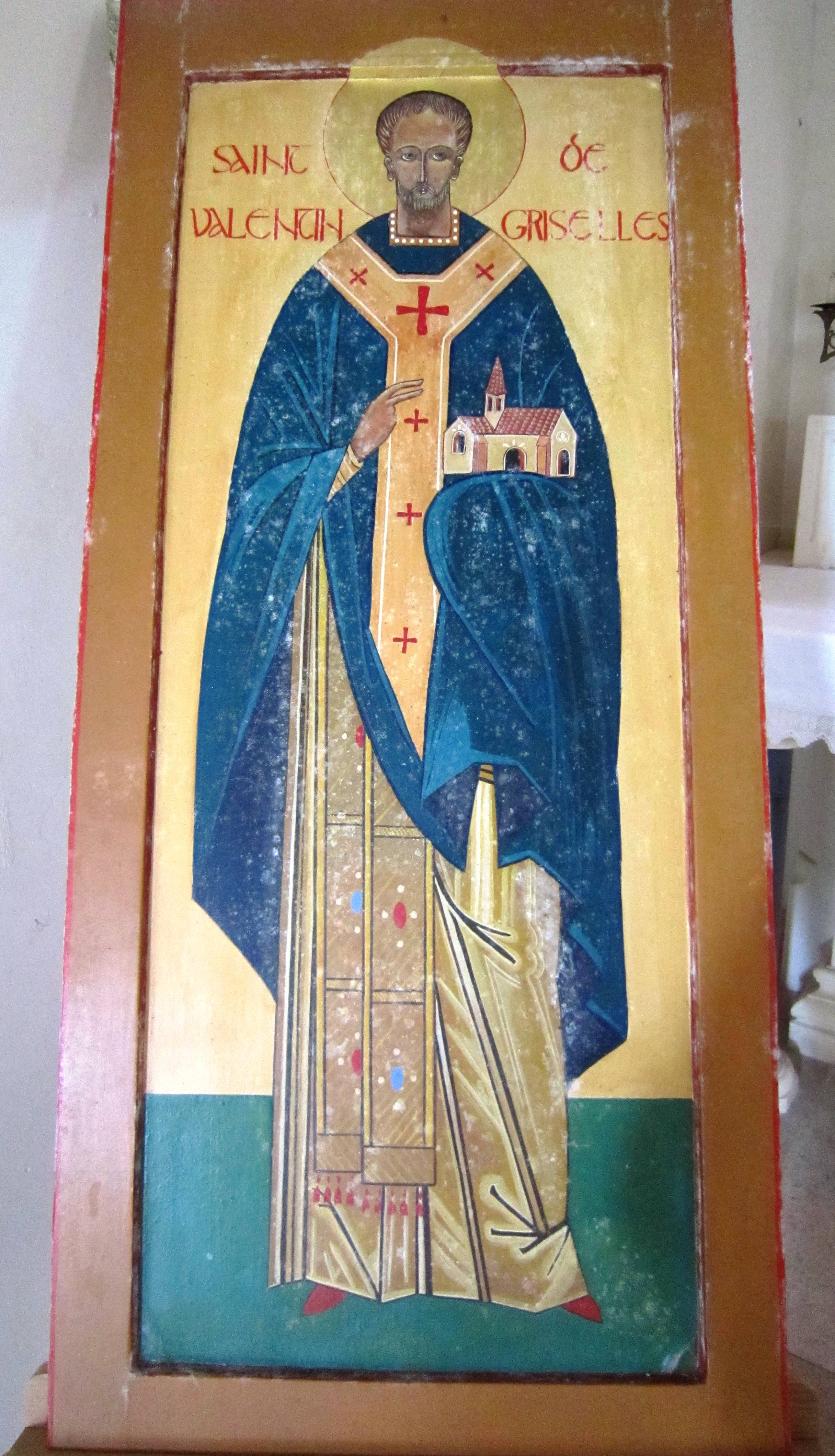
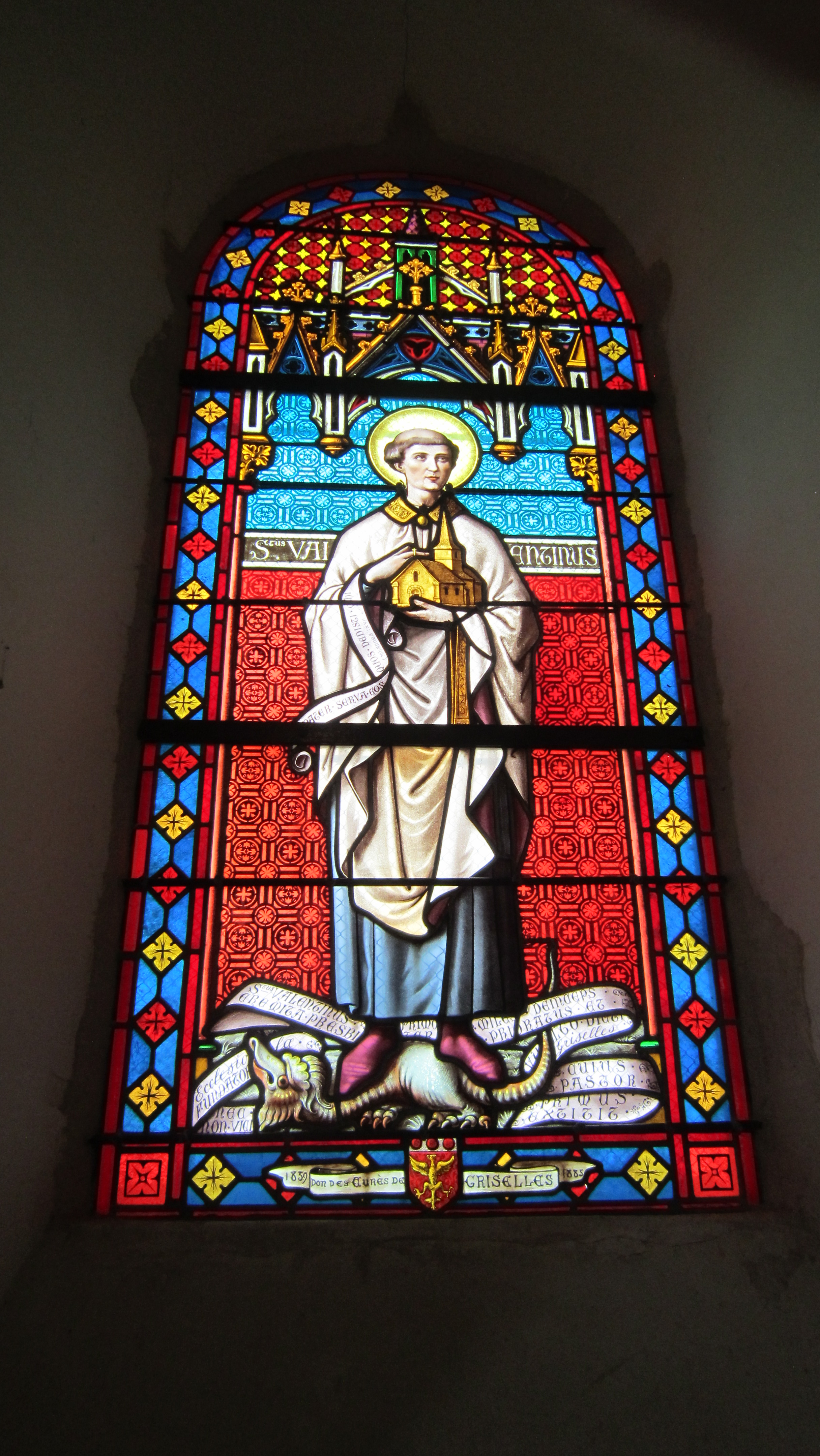
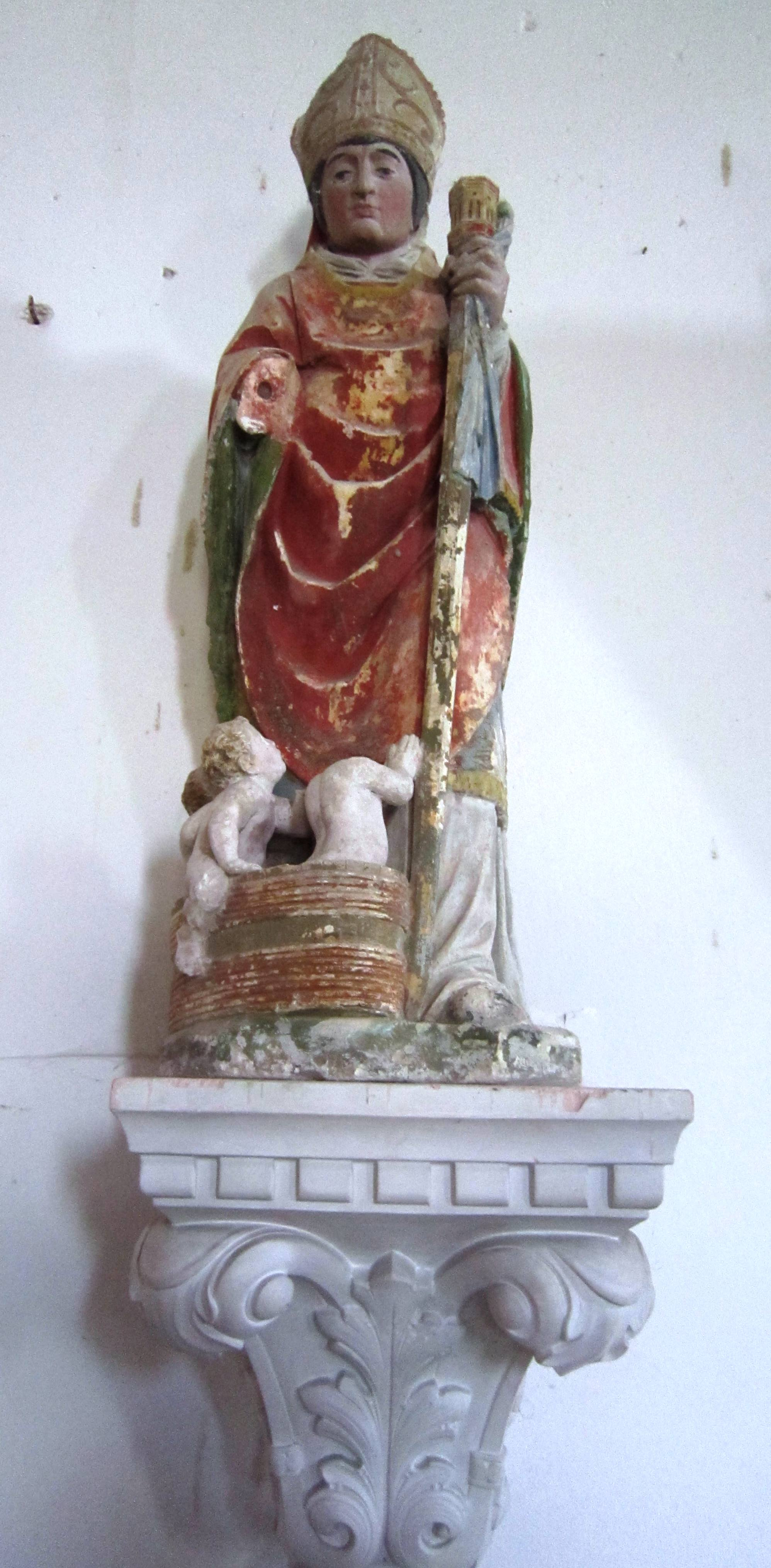
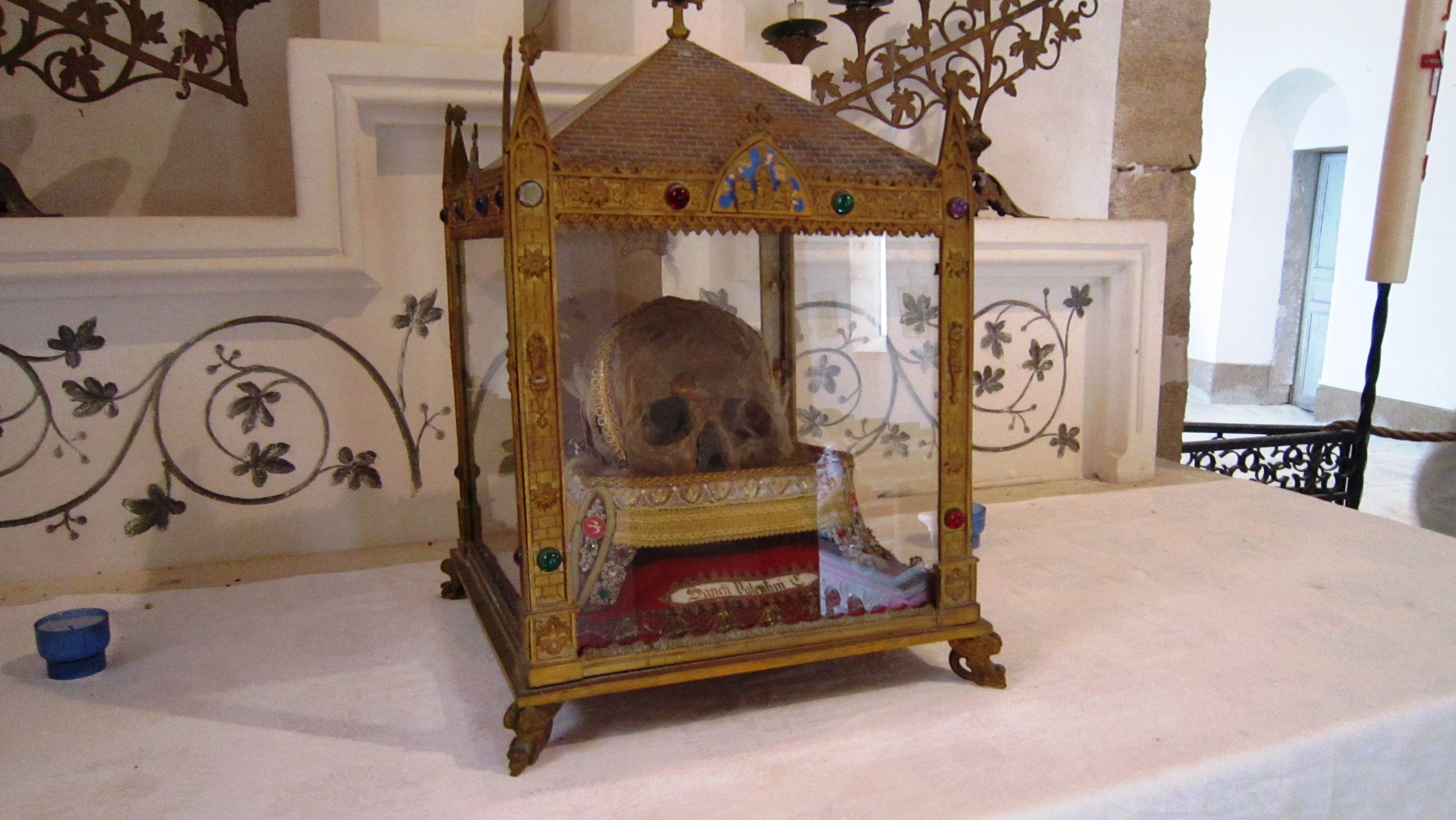
Le crâne de saint Valentin